# Erlangea linearifolia
Erlangea linearifolia là một loài thực vật có hoa trong họ Cúc. Loài này được (O.Hoffm.) S.Moore mô tả khoa học đầu tiên năm 1927.